# جونغ جاي-هون
جونغ جاي-هون (هانغل: 정재훈) هو لاعب كرة قاعدة كوري جنوبي، ولد في 1980.

## وصلات خارجية
- جونغ جاي-هون على موقع دوري كوريا الجنوبية لكرة القاعدة (الإنجليزية)
- جونغ جاي-هون على موقعبيزبول رفرنس.كوم (الدوري الثانوي) (الإنجليزية)